# موتسوهيرو واتانابي
موتسوهيرو واتانابي (باليابانية: 渡邊睦裕)، من مواليد 18 يناير 1918، وتوفي بتاريخ 1 أبريل 2003، هو ضابط عسكري ياباني، أطلق عليه الأسرى الغربيون "الطائر"، وكان يحمل رتبة العريف بالجيش الإمبراطوري الياباني، خدم في الجيش من سنة 1941 لسنة 1945.

## اتهامات
اتهم موتسوهيرو واتانابي بمجرم حرب بسبب سوء المعاملة تجاه الأسرى، وكان ذلك بعد نهاية الحرب العالمية الثانية، أختبئ عن أنظار قوات الحلفاء بالأراضي اليابانية، وتم إدراجه في قائمة 40 يابانياً كمجرمين للحرب قبل اسقاط التهمة في عقد 1950م.